# クリス・カーター (1965年生のワイドレシーバー)
クリス・カーター（Cris Darin Carter, 1965年11月25日 - ）は、アメリカ合衆国オハイオ州トロイ出身のアメリカンフットボールの元選手。現役時のポジションはワイドレシーバー。
カーターは、オハイオ州立大学でカレッジフットボールをプレーした後、1987年のNFL補完ドラフトの4巡目でフィラデルフィア・イーグルスから指名され、NFL入りした。ルーキーイヤーはあまり活躍できなかったが、2年目から頭角を現し、先発の座を固めつつあった4年目の開幕前、突然イーグルスから解雇された。後に薬物依存症が原因であったことが判明したが、カーターは解雇されたことにより薬物依存症から脱却することができたとして、解雇したコーチに対して感謝を述べている。
1990年シーズン開幕前に解雇されたカーターは、ミネソタ・バイキングスと契約し、ここで人生を好転させた。バイキングス在籍12年の間に8年連続でプロボウルに選出され、バイキングスのレシービング記録のほとんどを更新した。2001年シーズン終了後、サラリーキャップもあり[バイキングスと契約延長を果たせなかった。
2002年シーズン途中、マイアミ・ドルフィンズに加入し、シーズン終了後引退した。
1990年代オールディケードチームに選出され、2013年、プロフットボール殿堂入りした。
カーターが現役時付けていた「80」は、ミネソタ・バイキングスの永久欠番となっている。

## 人物
カーターには2人の子供がおり、娘のモンテレイは慈善事業を行っている。息子のデュロンはアメリカン（カナディアン）フットボール選手で、現在はディフェンシブバックとしてプレーしている。
優れたレシーバーであったがチームの和を乱す選手であると見られており、2001年シーズンのシカゴ・ベアーズとの開幕戦では新人QBダンテ・カルペッパーやQBコーチに対して癇癪をぶつけていることが目撃されている。

## 成績
| 凡例 | 凡例      |
| ---- | --------- |
|      | リーグ1位 |
| 太字 | 自己最高  |

|      |              |      |      | レシービング | レシービング | レシービング | レシービング | レシービング |
| 年   | チーム       | 出場 | 先発 | Rec          | Yrds         | Y/R          | Y/G          | TDs          |
| ---- | ------------ | ---- | ---- | ------------ | ------------ | ------------ | ------------ | ------------ |
| 1987 | イーグルス   | 9    | 0    | 5            | 84           | 16.8         | 9.3          | 2            |
| 1988 | イーグルス   | 16   | 16   | 39           | 761          | 19.5         | 47.6         | 6            |
| 1989 | イーグルス   | 16   | 15   | 45           | 605          | 13.4         | 37.8         | 11           |
| 1990 | バイキングス | 16   | 5    | 27           | 413          | 15.3         | 25.8         | 3            |
| 1991 | バイキングス | 16   | 16   | 72           | 962          | 13.4         | 60.1         | 5            |
| 1992 | バイキングス | 12   | 12   | 53           | 681          | 12.8         | 56.8         | 6            |
| 1993 | バイキングス | 16   | 16   | 86           | 1,071        | 12.5         | 66.9         | 9            |
| 1994 | バイキングス | 16   | 16   | 122          | 1,256        | 10.3         | 78.5         | 7            |
| 1995 | バイキングス | 16   | 16   | 122          | 1,371        | 11.2         | 85.7         | 17           |
| 1996 | バイキングス | 16   | 16   | 96           | 1,163        | 12.1         | 72.7         | 10           |
| 1997 | バイキングス | 16   | 16   | 89           | 1,069        | 12.0         | 66.8         | 13           |
| 1998 | バイキングス | 16   | 16   | 78           | 1,011        | 13.0         | 63.2         | 12           |
| 1999 | バイキングス | 16   | 16   | 90           | 1,241        | 13.8         | 77.6         | 13           |
| 2000 | バイキングス | 16   | 16   | 96           | 1,274        | 13.3         | 79.6         | 9            |
| 2001 | バイキングス | 16   | 16   | 73           | 871          | 11.9         | 54.4         | 6            |
| 2002 | ドルフィンズ | 5    | 1    | 8            | 66           | 8.3          | 13.2         | 1            |
| 通算 | 通算         | 234  | 209  | 1,101        | 13,899       | 12.6         | 59.4         | 130          |